# Listă de personalități din orașul Brăila
Aceasta este o listă alfabetică a personalităților născute în municipiul Brăila:

## A
- Dragoș Agache (n. 1984), înotător;
- Petre Andrei (1891 - 1940), savant, sociolog, filosof, profesor, om politic, membru al Academiei Române;
- Nicu Alifantis (n. 1954), muzician, cântăreț, compozitor de muzică folk;
- Monica Andrei (n. 1984), cântăreață;
- Petre Andrei (1891 - 1940), savant, sociolog, filosof, profesor, om politic, membru post-mortem al Academiei Române;
- Ana Aslan (1897 - 1988), medic specialist în gerontologie, membru al Academiei Române;
- Diana Axinte (n. 1996), handbalistă.

## B
- Anton Bacalbașa (1865 - 1899),  ziarist, prozator, traducător;
- Angela Baciu-Moise (n. 1970), scriitoare, publicistă, membră a Uniunii Scriitorilor din România;
- George Baronzi (1828 - 1896), scriitor, jurnalist, traducător;
- Bogdan Bălan (n. 1980), rugbist;
- Ștefan Bălan (1913 - 1991), profesor universitar, inginer doctor docent, membru al Academiei Române;
- Aurelius Belei (n. 1971), prozator;
- Ernest Bernea (1905 - 1990), sociolog, etnograf, filozof;
- Alexandru Bogza (1895 - 1973), muzician, filozof;
- Lavinia Braniște (n. 1983), prozatoare, traducătoare;
- Cătălina Buzoianu (1938 - 2019), regizoare de teatru si televiziune.

## C
- Lilly Carandino (1909 - 1995), actriță, soția lui Nicolae Carandino;
- Nicolae Carandino (1905 - 1996), jurnalist, cronicar artistic, traducător, memorialist;
- Cătălina Cășaru (n. 1979), înotătoare;
- Beatrice Câșlaru (n. 1975), înotătoare olimpică;
- Anton Chirlacopschi (n. 1942), canotor;
- Dan Chișu (n. 1955), actor, regizor, producător;
- Florinel Coman (n. 1998), fotbalist;
- Daniela Costian (n. 1965), atletă olimpică;
- Ion Covaci (1945 - 1973), pugilist;
- Georgia Crăciun (n. 1999), jucătoare de tenis;
- Anișoara Cușmir-Stanciu (n. 1962), atletă olimpică.

## D
- Hariclea Darclée (1860 - 1939), soprană;
- Titu Dinu (1887 - 1918), om de cultură, scriitor;
- Octav Doicescu (1902 - 1981), arhitect, profesor universitar, membru al Academiei Române;
- Anton Dumitriu (1905 - 1992), filozof, matematician.

## F
- Maria Filotti (1883 - 1956), actriță, directoare de teatru.

## I
- Panait Istrati (1884 - 1935), scriitor.

## M
- M. H. Maxy (1895 - 1917), pictor scenograf evreu;
- Manea Mănescu (1916 - 2009), politician comunist;
- Gheorghe Mihail (1887 - 1982), general;
- Magda Mihalache (n. 1981), tenismenă;
- Traian Mihăilescu (1916 - 1975), dirijor, compozitor;
- Ștefan Mihăilescu-Brăila (1925 - 1996), actor;
- Jean Moscopol (1903 - 1980), cântăreț de muzică ușoară, cântăreț anticomunist.

## N
- Gheorghe Naum (1907 - 1968), pictor, gravor;
- Fănuș Neagu (1932 - 2011) povestitor, memorialist, nuvelist, romancier și dramaturg român;
- Edmond Nicolau (1922 - 1996), inginer, cibernetician.

## P
- Vasile Parizescu (1925 - 2019), pictor, desenator și colecționer de artă.

## R
- Johnny Răducanu (1931 - 2011), instrumentist, compozitor;
- Adina Rosetti (n. 1979), scriitoare.

## S
- Vasilică Sarcă (n. 1958), artist plastic; general de informații;
- Iuliu Cezar Săvescu (1876 - 1903), poet;
- Eugen Schileru (1916 - 1968), critic de artă;
- Mihail Sebastian (1907 - 1945), scriitor;
- Aurora Simionescu (n. 1983), astrofizician;
- Anastase Simu (1854 - 1935, academician.

## T
- Vasilica Tastaman (n. 6 octombrie 1933, Brăila – d. 30 martie 2003, București), actriță.
- Georgeta Luchian Tudor (1934 - 2021), poetă, actriță.

## Alte persoane legate de municipiul Brăila
George Cavadia, cantaret de lied si romante, membru fondator la  Societatea Muzicală „Lyra”.